# Renvogel
De renvogel (Cursorius cursor) is een soort uit het geslacht Cursorius uit de familie renvogels en vorkstaartplevieren (Glareolidae).

## Beschrijving
De vogel is ongeveer 23 cm lang. Het is een slanke, een beetje op een plevier lijkende vogel met een opvallende rechtopgaande houding en relatief lange poten. De vogel is zandkleurig lichtbruin tot beige. In het Engels heet de vogel de Cream-colored courser ('roomkleurige renner').
De renvogel heeft een zwarte oogstreep en daarboven een witte wenkbrauwstreep die elkaar achter op de kop raken. De ondervleugel is donker gekleurd.

## Leefgebied
In tegenstelling tot andere steltlopers heeft de renvogel een voorkeur voor droog, open terrein. Hij komt voor in steppen, halfwoestijnen, duinen en zandige en rotsachtige vlaktes. Tijdens de trek komt de renvogel ook voor op droge weilanden, braakliggende gronden en ander cultuurland. Zijn voedsel bestaat uit ongewervelden zoals kevers, sprinkhanen, rupsen, mieren en spinnen. In mindere mate eten ze ook slakken en hagedissen. De vogel heeft de gewoonte om te rennen en na korte tijd plotseling stil te staan. Bij verstoring rent de vogel eerder weg dan dat hij opvliegt. Hij verbergt zich door gebruik te maken van het reliëf in het landschap.

## Verspreiding
De renvogel heeft een verbrokkeld verspreidingsgebied in Noord-Afrika, op de Canarische en Kaapverdische Eilanden, het Midden-Oosten en Zuidwest-Azië tot in Turkmenistan.
Het zijn gedeeltelijk trekvogels. In het noordelijk deel van het verspreidingsgebied trekken de vogels in de winter naar India het Arabisch Schiereiland en de zuidelijke rand van de Sahara.
De soort telt drie ondersoorten:
- C. c. cursor: van de Canarische Eilanden en Noord-Afrika tot Irak.
- C. c. bogolubovi: van zuidoostelijk Turkije tot noordwestelijk India.
- C. c. exsul: Kaapverdië.

## Voorkomen in Europa en Nederland
De renvogel is een zeer zeldzame dwaalgast in Europa. In West- en Noord-Europa zijn er tot 1996 slechts enkele tientallen waarnemingen. Op de Britse Eilanden 32 maal, één in België, vier in Denemarken, minstens acht in Duitsland, twee in Oostenrijk en vier in Noorwegen, Zweden en Finland. Al deze waarnemingen werden gedaan in de periode augustus tot december. Uit de negentiende eeuw zijn er meer waarnemingen in Europa.
In Nederland zijn er tussen 1844 en 1986 vier bevestigde waarnemingen. In oktober 2021 werd de vijfde bevestigde waarneming gedaan in het Noordhollands Duinreservaat.